# Lennart Åkesson
Lennart Åkesson, född 12 augusti 1932 i Tånga, död 12 februari 2020, var en svensk ishockeyspelare. Han spelade för Rögle BK åren 1950–1964.